# Le Fousseret
Le Fousseret (okcitansko Le Hosseret) je naselje in občina v južnem francoskem departmaju Haute-Garonne regije Jug-Pireneji. Leta 2008 je naselje imelo 1.611 prebivalcev.

## Geografija
Naselje leži v pokrajini Savès ob reki Louge, 51 km jugozahodno od Toulousa.

## Uprava
Le Fousseret je sedež istoimenskega kantona, v katerega so poleg njegove vključene še občine Casties-Labrande, Castelnau-Picampeau, Fustignac, Gratens, Lafitte-Vigordane, Lussan-Adeilhac, Marignac-Lasclares, Montégut-Bourjac, Montoussin, Polastron, Pouy-de-Touges, Saint-Araille, Saint-Élix-le-Château in Sénarens s 4.591 prebivalci.
Kanton le Fousseret je sestavni del okrožja Muret.

## Zanimivosti
- cerkev sv. Petra v verigah;